# 金田寛
金田 寛（かねた ひろし）は、日本の科学者、工学者（半導体材料科学）。学位は博士（理学）（東北大学・1995年）。九州工業大学大学院生命体工学研究科特任教授。
富士通株式会社半導体事業本部での勤務を経て、新潟大学超域研究機構教授、九州工業大学大学院工学研究院特任教授などを歴任した。

## 来歴

### 生い立ち
1970年代に、国が設置・運営する国立大学の一つである東北大学の大学院に進学し、理学研究科の物理学第一専攻（博士前期課程）と第二専攻（博士後期課程）にて学んだ。なお、後年になって「NaCl及びSi結晶の不純物トンネル励起による光吸収と弾性異常」と題した博士論文を執筆しており、それにより母校である東北大学から1995年に博士（理学）の学位が授与された。

### 科学者・技術者として
1985年、電機メーカーの富士通に入社した。富士通では半導体事業本部に所属し、主としてシリコンウェーハ技術を中心とする集積回路のプロセス技術の開発などに従事した。また、かつて国が設置・運営し、のちに同名の国立大学法人に移管されることになる新潟大学にて、教育研究院の自然科学研究系で電子物性研究室にて後藤輝孝、根本祐一らと共同研究に従事し、シリコン結晶中に含まれる原子空孔の観測などに取り組んでいた。
2006年、新潟大学に採用され、物質量子科学研究センターの特任教授を経て超域研究機構（研究推進機構超域学術院）の教授に就任した。大学院においては、自然科学研究科の数理物質科学専攻の講義を担当し、後藤輝孝、根本祐一とともに電子性研究室に所属した。。2012年、九州工業大学に転じ大学院工学研究院にて特任教授に就任した。九州工業大学では大学院の一部に研究院・学府制が導入されており、大学院においては主として工学府の研究・教育を担当した。その後、同じく九州工業大学の大学院に設置されている生命体工学研究科に異動し、特任教授に就任した。なお、工学研究院・工学府とは異なり、生命体工学研究科には研究院・学府制が導入されていないため、従来の研究科制のままである。九州工業大学においては、主としてパワーデバイス用シリコンの研究に従事した。

## 研究
専門は、半導体とイオン性結晶固体の欠陥量子物性であり、光学的、弾性的、誘電的、および電気的物性をカバーする。特に半導体シリコンを中心とする電子材料科学と工学の分野において多くの研究成果を生み出した。
1997年には、東北大学名誉教授角野浩二らとともに、国際会議“The Forum on the Science and Technology of Siicon Materials”（和文名称：シリコン材料の科学と技術フォーラム、略称：シリコンフォーラム）を創設した。
2005年頃までは、シリコン結晶中の酸素不純物による赤外、および遠赤外光吸収の理論的研究に従事した。この間、酸素の局在振動とトンネル運動との結合を取り入れた量子力学モデルを世界で初めて定式化した。このモデルによって、酸素に起因する欠陥物性の定量的な解明が可能となった。特に、この理論（Phys. Rev. Vol.42, pp.9650-9656 (1990))によって当時わかっていた光学的な実験データを統一的に説明することに成功した。この理論モデルは、それを拡張することによって、1990年以後に発見される新しい実験データも合わせて、全データを統一的に説明できることがほぼ実証された。この理論モデルは広く世界に受け入れられ、その有効性と有用性が認めている。例えば、ゲルマニウム結晶中の酸素など、類似系の研究にも広く活用されている。この論文は、他の関連論文とも合わせて B. Pajot他著の″Optical Absorption of Impurities and Defects in Semiconducting Crystals″ (Springer Series in Solid-State Science 169, （2011））において詳細にレビューされている。金田寛の代表論文の一つになっている。
2006年からは、低温超音波計測法を用いた後藤・根本との共同研究によって、商業用の高品質シリコン結晶に含まれている極低濃度の原子空孔（単原子空孔）の電子状態を解明し、濃度定量法を確立することに世界で初めて成功した。この研究によて、シリコン原子空孔の局在電子と格子歪との間の電子ｰ格子結合定数が決定され、原子空孔の局在電子と結晶格子とが非常に強く結合しているという特異な物性が明らかになった。この原子空孔濃度の定量技術は、産業応用上の重要性から注目を集めた。これらの研究成果の主要な部分は、2006年から2013年までに発刊された Journal of Physical Society Japan に５本の論文として公開されている。これらの業績が評価され、のちに応用物理学会よりフェロー表彰がなされている。
2012年からは九州工業大学において、大村一郎教授とともに、パワーデバイス用シリコンウェーハのバルク品質評価技術の研究に従事した。ここでは、全く新規のバルクキャリア寿命（拡散長）評価原理を考案し、それに基づく実用評価技術と評価装置を開発した。この新原理では、自由キャリアを定常励起するYAGレーザビームと励起されたキャリアの濃度分布を計測する赤外レーザビームの二つが同時に用いられる。二つのレーザビームがウェーハ内で互いに平行になる光学配置が実現される。励起された自由キャリアの濃度勾配のために赤外レーザビームが屈折するという現象を見いだし、これを利用して自由キャリアの濃度分布（すなわち、拡散長）を計測する技術が確立された。
2008年には、大村一郎教授（九州工業大学）の協力を得て、山本秀和（三菱電機）、村上進（日立製作所）、鹿島一日兒（コバレントマテリアルズ）とともに国内研究会“パワーデバイス用シリコンおよび関連半導体材料に関する研究会”を立ち上げた。

## 略歴
- 1985年 - 富士通入社[1]。
- 2009年 - 新潟大学超域研究機構教授[1]。
- 2012年 - 九州工業大学大学院工学研究院特任教授[1]。

## 賞歴
- 2010年 ： 応用物理学会フェロー表彰[5][6]。
- 2006年 - 2012年：欧州MRS国際シンポジウムオーガナイザ感謝表彰（4回）
- 2006年 :  JPSJ注目論文賞